# Wolschwiller
Wolschwiller là một xã trong vùng Grand Est, thuộc tỉnh Haut-Rhin, quận Altkirch, tổng Ferrette. Tọa độ địa lý của xã là 47° 27' vĩ độ bắc, 07° 24' kinh độ đông. Wolschwiller nằm trên độ cao trung bình là 440 mét trên mặt nước biển, có điểm thấp nhất là 400 mét và điểm cao nhất là 831 mét. Xã có diện tích 10,14 km², dân số vào thời điểm 1999 là 430 người; mật độ dân số là 42 người/km².

## Thông tin nhân khẩu
| 1962 | 1968 | 1975 | 1982 | 1990 | 1999 |
| ---- | ---- | ---- | ---- | ---- | ---- |
| 373  | 387  | 397  | 388  | 430  | 430  |